# Guido De Santi
Pour les articles homonymes, voir Santi.
Guido De Santi (né le 16 mai 1923 à Trieste et mort le 30 octobre 1998 dans la même ville) est un coureur cycliste italien des années 1950. 

## Biographie
Professionnel de 1946 à 1957, Guido De Santi a notamment remporté le Tour d'Allemagne en 1951 et deux étapes du Tour d'Italie.

## Palmarès
- 1949
  - 3e étape du Tour d'Italie
  - Milan-Modène
  - 2e du Trophée Baracchi (avec Antonio Bevilacqua)
  - 3e du Tour du Latium à étapes
- 1951
  - 2ea étape de Rome-Naples-Rome
  - 4e étape du Tour d'Italie
  - Tour d'Allemagne :
    - Classement général
    - 10ea étape (contre-la-montre)

  - Trois vallées varésines
  - 2e de Rome-Naples-Rome
- 1953
  - 1re étape de Rome-Naples-Rome
  - 2e et 3e étapes du Tour d'Allemagne
  - 2e du Tour d'Allemagne
  - 3e de Bordeaux-Paris
  - 8e du Tour d'Italie
- 1954
  - 1rea étape de Rome-Naples-Rome
  - 2e des Trois Jours d'Anvers
- 1956
  - 3e du championnat d'Italie de demi-fond
  - 3e du Tour de Toscane

## Résultats sur les grands tours

### Tour de France
3 participations
- 1948 : éliminé à la 4e étape
- 1949 : 55e et lanterne rouge
- 1950 : éliminé à la 3e étape

### Tour d'Italie
9 participations
- 1947 : 37e
- 1948 : 31e
- 1949 : 42e, vainqueur de la 3e étape
- 1950 : 50e
- 1951 : 65e, vainqueur de la 4e étape
- 1952 : 70e
- 1953 : 8e,  maillot rose pendant 3 jours
- 1954 : 56e
- 1956 : 19e